# Нортпорт (Мичиген)
Нортпорт (енгл. Northport) град је у америчкој савезној држави Мичиген.

## Демографија
По попису из 2010. године број становника је 526, што је 122 (-18,8%) становника мање него 2000. године.
| Група             | 2000.       | 2010.       |
| Белци             | 604 (93,2%) | 470 (89,4%) |
| Афроамериканци    | 2 (0,3%)    | 3 (0,6%)    |
| Азијати           | 2 (0,3%)    | 1 (0,2%)    |
| Хиспаноамериканци | 23 (3,5%)   | 32 (6,1%)   |
| Укупно            | 648         | 526         |